# Ribordone
Ribordone (Ribordon in piemontese, Riburda in francoprovenzale) è un comune italiano di 46 abitanti della città metropolitana di Torino, in Piemonte. Si tratta di un comune sparso, in quanto la sede comunale si trova in frazione Gabbadone.

## Geografia fisica
Ribordone si trova nella Valle dell'Orco. L'altitudine della casa comunale è di 1023 m s.l.m., la minima a 739 m s.l.m., la massima a 3200 m s.l.m.

## Monumenti e luoghi d'interesse

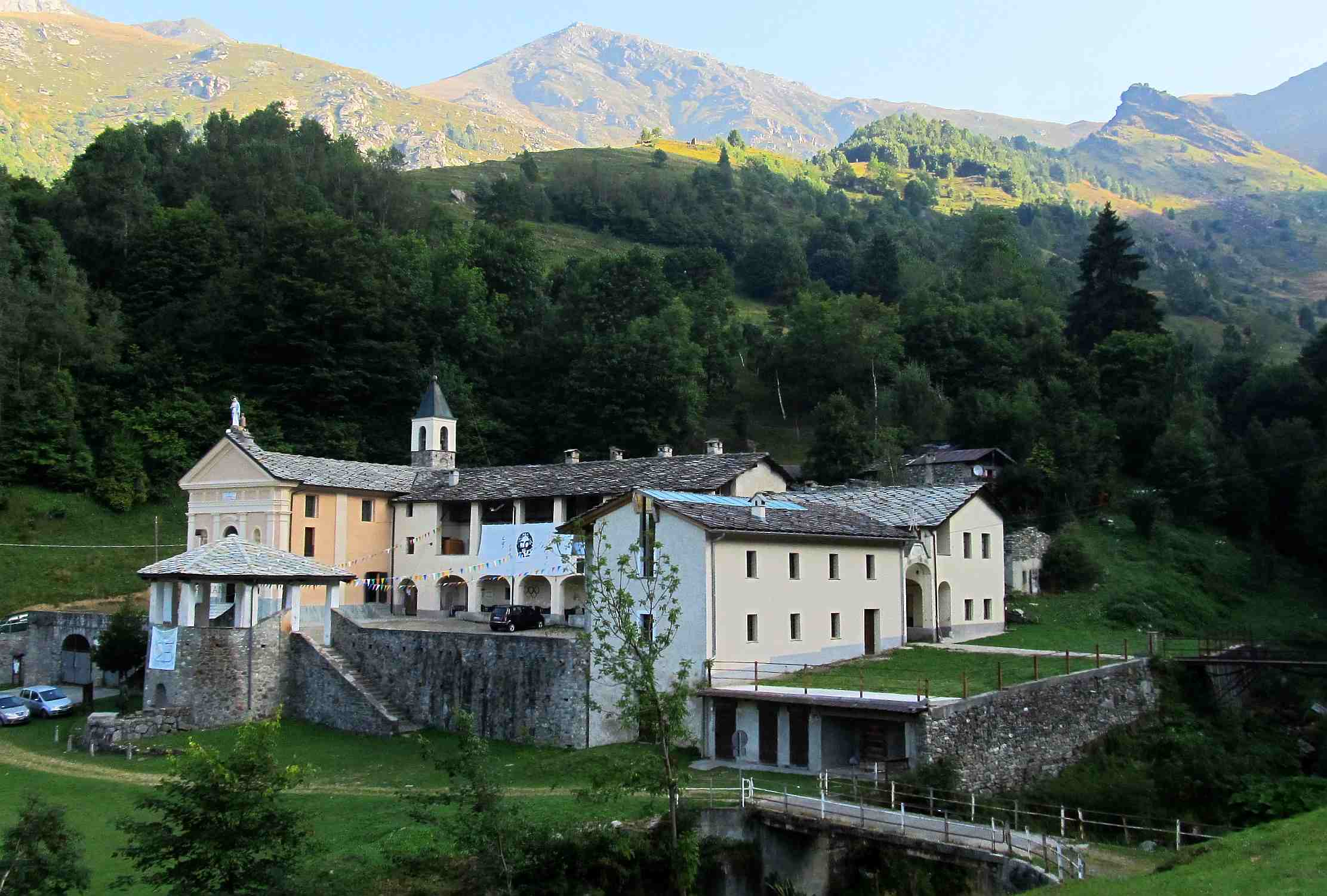
Santuario di Prascondù

- Santuario di Prascondù
- Monte Colombo
- Parco nazionale del Gran Paradiso

## Società

### Evoluzione demografica
Negli ultimi cento anni, a partire dal 1921, il paese ha perso il 95% della popolazione residente. 
Abitanti censiti

## Amministrazione

Il municipio

| Periodo | Periodo   | Primo cittadino       | Partito      | Carica  | Note |
| ------- | --------- | --------------------- | ------------ | ------- | ---- |
| 1985    | 1990      | Secondino Francesetti | lista civica | Sindaco |      |
| 1990    | 1995      | Ugo Donetti           | lista civica | Sindaco |      |
| 1995    | 1999      | Ivo Oberta Paget      | lista civica | Sindaco |      |
| 1999    | 2009      | Sabina Cresto Ferrino | Lista civica | Sindaco |      |
| 2009    | in carica | Guido Bellardo Gioli  | lista civica | Sindaco |      |